# Schrijnwerkers (Brugge)
De schrijnwerkers vormden in Brugge een afzonderlijk ambacht, parallel met het ambacht van de timmerlieden.

## Geschiedenis
De schrijnwerkers verenigden zich ongetwijfeld al in de dertiende eeuw. In principe begon het werk van de schrijnwerkers waar dat van de timmerlieden eindigde: de aankleding van woningen en gebouwen evenals alle meubels. Dit bleef echter theorie, want een keure van 9 maart 1564 bevestigde de vele mogelijkheden die aan de timmerlieden werden gegeven om zich op het terrein van de schrijnwerkers te begeven. De rechtszaken die de twee ambachten tegen elkaar stelden betreffende de afbakening van beider actieradius, waren dan ook talrijk.
Het bestuur of 'eed' van de schrijnwerkers bestond uit een deken en drie 'vinders' (vanaf 1636 meestal vier). Vanaf 1652 werden een beeldensnijder en een stoelenmaker hieraan toegevoegd. Vanaf 1677 werd een van de schrijnwerkers vermeld met de specialiteit 'ebbenhoutwerker'. Tussen 1611 en 1733 werd de ledenlijst bewaard. Het ging om in totaal 950 ingeschreven meesters.
Hun erediensten gingen door in het klooster van de franciscanen. Na de 16e-eeuwse godsdiensttroebelen verhuisde het ambacht naar de Sint-Salvatorskerk. Hun patroon was de heilige Livinus van Gent. 
Twee ondergeschikte ambachten hingen af van de schrijnwerkers:
- de beeldensnijders
- de stoelenmakers.

In 1762 werden bij keizerlijk decreet het ambacht van de timmerlieden en dat van de schrijnwerkers samengevoegd. Ze bouwden samen twee jaar later een nieuw gildehuis in de Steenstraat. Tegen die tijd was de exclusiviteit van de ambachtsleden al sterk verwaterd. De hogere overheid verleende regelmatig vergunning voor het openstellen van hun beroep.